# Borowitschi
Borowitschi (russisch Боровичи) ist die zweitgrößte Stadt der russischen Oblast Nowgorod. Der Ort hat 53.690 Einwohner (Stand 14. Oktober 2010).

## Geographie
Die Stadt liegt in den nördlichen Ausläufern der Waldaihöhen 194 km von Weliki Nowgorod entfernt. Außerdem liegt Borowitschi am Fluss Msta und stellt zudem die größte Ortschaft an diesem Gewässer dar.

## Geschichte
1495 wurde der Ort zum ersten Mal erwähnt. 1770 wurde Borowitschi von der Zarin Katharina II. zur Stadt erhoben. Aufgrund der Tatsache, dass der Ort an der Msta liegt, arbeiteten viele Einwohner in der Binnenschifffahrt, da der Fluss eine wichtige Verbindung zwischen Zentralrussland und der Ostsee darstellte.
Durch das Aufkommen der Eisenbahn im 19. Jahrhundert verlor die Msta als Transportweg an Bedeutung und somit auch Borowitschi. 1855 entstanden in der Region viele Ziegelstein-Fabriken. Auch heute arbeitet ein großer Teil der Bevölkerung in der Ziegelherstellung.
Während des Zweiten Weltkrieges befand sich in Borowitschi das Kriegsgefangenenlager 270, in dem von 1944 bis 1947 mehrere tausend Häftlinge untergebracht waren. Auf einem Kriegsgefangenenfriedhof beim Teillager (7)270/1 wurden ca. 3000 Tote zumeist in Massengräbern bestattet. Das Lager wurde 1953 aufgelöst.

### Bevölkerungsentwicklung
| Jahr | Einwohner |
| ---- | --------- |
| 1897 | 9.431     |
| 1939 | 37.067    |
| 1959 | 44.123    |
| 1970 | 54.763    |
| 1979 | 59.646    |
| 1989 | 63.009    |
| 2002 | 57.755    |
| 2010 | 53.690    |

Anmerkung: Volkszählungsdaten

## Partnerstadt
Es existiert eine Städtepartnerschaft mit der US-amerikanischen Stadt Binghamton im US-Bundesstaat New York.

## Söhne und Töchter der Stadt
- Theodor Georgii (1883–1963), deutscher Bildhauer und Medailleur
- Alexei Kusnezow (1905–1950), sowjetischer Politiker (KPdSU) und Generalleutnant der Roten Armee

## Weblinks

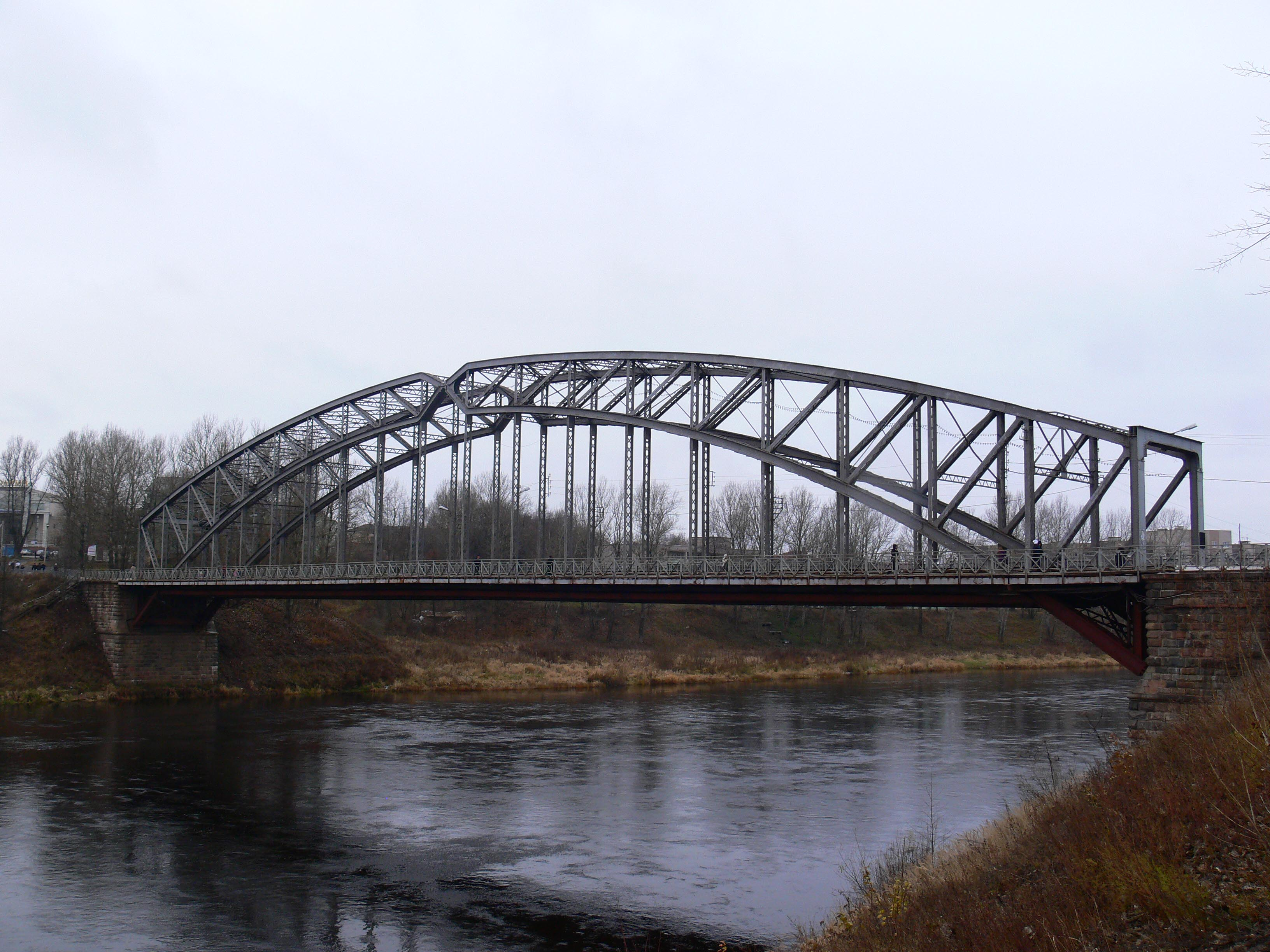
Brücke über die Msta in Borowitschi